# アップスアカデミー
ユナイテッド・パフォーマーズ・スタジオ（United Performers' Studio）は、東京都新宿区に所在する日本の企業。略称、UPS（アップス）。
演出家、映画監督、作詞家、キャスティングディレクターの奈良橋陽子が代表を務め、俳優の育成、海外映画作品へのキャスティング、舞台・映像作品の制作などの事業を行っている。

## 俳優育成
アップスアカデミー（UPS ACADEMY）は奈良橋陽子が主宰する俳優養成機関。1984年よりセミナー形式、ワークショップ形式でのレッスンを開催し、1998年に2年間または3年間のアップスアカデミー本科コースとして正式に設立された。第一期卒業生にはオダギリジョーがいる。
ロバート・デ・ニーロやアル・パチーノ、メリル・ストリープ、アンジェリーナ・ジョリー等、多数の名優を輩出したNYアクターズ・スタジオの俳優教育システム”メソッド”とマイズナーテクニックを更に日本人向けに開発させた演技訓練法を実施し、国際標準の演技理論と実践トレーニングにより国内外で活躍できる国際的な日本人俳優の育成を目指している。

### 授業
2年~3年間のトレーニングコース「本科」（「T3：ティースリー」から改名）に加え、定期的に行われる夜間ワークショップ、短期ワークショップがある。

### 講師
- 名誉芸術監督 - フランク・カサロ
- 名誉監督 - エドワード・ズウィック
- 芸術監督 - 奈良橋陽子
- 特別講師 - ヘディ・ソンタグ、ロベルタ・ウォーラック、ニーナ・ムラーノ
- 演技講師 - 丹治大吾、柳田ありす、田辺日太、二階堂智、米倉リエナ
- 映像クラス特別講師 - 栢野直樹
- 英語講師 - ネイサン・ベリー、山内ひさし
- ムーブメント講師 - 香瑠鼓
- モノローグ担当 - 石鍋多加史
- 滑舌講師 - 赤津弘子
- 即興講師 - 今井純
- 太極拳担当 - 藤田信宏
- アレクサンダーテクニーク講師 - 桜典子

### 活動実績
本科クラスは2019年度で22期生となる。これまでに卒業生が『ラスト サムライ』『バベル』『ラーメンガール』『47RONIN』『ウルヴァリン：SAMURAI』などの海外映画、また国内ではNHK大河ドラマをはじめ、多くの作品に在学中から出演している。また、3ヶ月程度の期間で開催されているワークショップのほうが歴史は古く、多くの俳優が学んだ。海外から毎年世界的に著名な講師を招聘するなど、人気が高く海外で現地の俳優が受講することが難しいと言われる指導も受けるチャンスがある。

## キャスティング

### 映画（キャスティング）
- Memory & Desire（1997年）
- The Goddess of 1967（2000年）
- ラスト サムライ The Last Samurai（2003年）
- SAYURI Memoirs of Geisha（2005年）
- バベル Babel（2006年）
- Amrican Pastime（2007年）
- ジャンパー Jumper（2008年）
- ラーメンガール The Ramen Girl（2008年）
- Waiting for the Sun（2008年）
- ナイト・トーキョー・デイ Map of the Sounds of Tokyo（2009年）

## 舞台・映像制作

### 映画（制作）
- ラスト サムライ The Last Samurai（2003年）
- ラーメンガール The Ramen Girl（2008年）
- Waiting for the Sun（2008年）
- 手をつないでかえろうよ〜シャングリラの向こうで〜（2016年）

### 舞台（制作）
- ミュージカル MOMO（2014年）